# Barbacenia rubrovirens
Barbacenia rubrovirens är en enhjärtbladig växtart som beskrevs av Carl Friedrich Philipp von Martius. Barbacenia rubrovirens ingår i släktet Barbacenia och familjen Velloziaceae. Inga underarter finns listade.